# Нафеша Річардсон
Нафеша Річардсон — правозахисниця, феміністка та кліматична активістка із Сент-Вінсента та Гренадин.

## Біографія
Народилася і виросла в Сент-Вінсенті і Гренадинах. У 7 років була гідом для дівчат і дізналася про різні соціальні проблеми, включаючи високий рівень сексуального та домашнього насильства в країні. Оскільки в Сент-Вінсенті та Гренадинах було мало можливостей для активізму молоді, Річардсон у 22 роки заснувала організацію Spark SVG (травень 2019 року). Асоціація має на меті надихнути та надати молоді можливості для творення позитивних змін у своїх громадах. Крім того, вони борються за гендерну рівність, кліматичну справедливість та участь і лідерство молоді. 
У квітні 2021 року на острові Сент-Вінсент відбулося виверження вулкана Суфрієр, внаслідок чого близько 20 000 людей були змушені переселитися. Річардсон розповіла, як швидко молоді люди прийшли на допомогу. На наступний день після виверження молодь надавала їжу та воду постраждалим громадам та пропонувала підтримку й ресурси людям, які втратили будинки, худобу, а іноді й усе. Хоча влада вітала участь молоді в цій та інших кризах, Річардсон каже, що на наступному етапі, прийнятті рішень, бракує голосу молоді.
Річардсон разом з активістом Діні Геллізо обрана представляти Сент-Вінсент і Гренадини на заході Youth4Climate: Driving Ambition у Мілані, Італія, у вересні 2021 року, де взяли участь понад 400 молодіжних делегатів/-ок із 189 країн.
Прем'єр-міністр Великобританії також назвав Річардсон точкою світла Співдружності (Commonwealth Point of Light).
У 2020 році Нафеша Річардсон здобула ступінь бакалавра права в Університеті Вест-Індії. Вона є членкинею Мережі ґендеру та рівності молоді Співдружності (CYGEN) , «молодіжною чемпіонкою» угоди Ескасу   та волонтеркою Асоціації дівчат-гідів Сент-Вінсента та Гренадин. 